# Раймон Арно де Тартас

Виконтство Тартас на карте Гаскони

Раймон Арно де Тартас (Raymond Arnaud de Tartas) (ум. не позднее 1252) — виконт Тартаса.
Согласно книге «J. de Jaurgain: La Vasconie, étude historique et critique». Том 2, стр. 610—613, — сын Арно Раймона де Тартаса (ум. 1239) и Наварры де Дакс — наследницы виконтства Дакс.
Вступил в управление родовыми владениями в 1211 году после того, как его отец принял священнический сан.
В 1247 году принёс оммаж наваррскому королю Тибо I за замок Вильнёв и сеньории Микс и Остабаре. Сеньория Микс включала баронии Люкс, Грамон, Бергуи, Сорапюрю и Эско, сеньория Остабаре — баронии Остаба и Лантаба — это было бывшее виконтство Дакс.
По виконтству Тартас Раймон Арно являлся вассалом английского короля как герцога Аквитании.
Дети (согласно той же книге):
- Пьер де Дакс, виконт Тартаса, принёс оммаж английскому королю 7 августа 1252 года.
- Раймон-Робер III (ум. 1294), виконт Тартаса с 1283 года после смерти своего племянника Жана де Дакса — сына Пьера де Дакса.
- Раймон-Арно
- Клармонда де Тартас, жена Гайярда де Соле.